# Cosmorhoe piceata
Cosmorhoe piceata är en fjärilsart som beskrevs av Stephens 1831. Cosmorhoe piceata ingår i släktet Cosmorhoe och familjen mätare. Inga underarter finns listade i Catalogue of Life.